# YUBA liga 1993-1994
La YUBA liga 1993-1994 è stata la seconda edizione del massimo campionato jugoslavo di pallacanestro maschile. La vittoria finale è stata ad appannaggio della Stella Rossa Belgrado.

## Regular season

### Plava liga
|    | Squadra               | G  | V  | P  | PF    | PS    | Pt. | Qualificazione |
| -- | --------------------- | -- | -- | -- | ----- | ----- | --- | -------------- |
| 1. | Partizan Belgrado     | 32 | 27 | 5  | 2.849 | 2.516 | 59  | playoff        |
| 2. | Stella Rossa Belgrado | 32 | 23 | 9  | 2.929 | 2.743 | 55  | playoff        |
| 3. | Iva Borovica Šabac    | 32 | 19 | 13 | 2.698 | 2.645 | 51  | playoff        |
| 4. | Profi Kolor Pančevo   | 32 | 18 | 14 | 2.893 | 2.787 | 50  | playoff        |
| 5. | Spartak Subotica      | 32 | 16 | 16 | 2.652 | 2.616 | 48  |                |
| 6. | Radnički Belgrado     | 32 | 13 | 19 | 2.771 | 2.807 | 45  |                |

### Bela liga
|     | Squadra             | G  | V  | P  | PF    | PS    | Pt. | Qualificazione |
| --- | ------------------- | -- | -- | -- | ----- | ----- | --- | -------------- |
| 7.  | Mornar Bar          | 32 | 15 | 17 | 2.724 | 2.770 | 47  |                |
| 8.  | Bobanik Kraljevo    | 32 | 14 | 18 | 2.656 | 2.674 | 46  |                |
| 9.  | Big Eneks Metalac   | 32 | 14 | 18 | 2.562 | 2.715 | 46  |                |
| 10. | Lovćen Cetinje      | 32 | 14 | 18 | 2.549 | 2.630 | 46  |                |
| 11. | Budućnost Podgorica | 32 | 12 | 20 | 2.624 | 2.777 | 44  |                |
| 12. | OKK Belgrado        | 32 | 7  | 25 | 2.725 | 2.944 | 39  |                |

## Playoff
| YUBA liga 1993-1994    |
| ---------------------- |
| Stella Rossa 2º titolo |

## Formazione vincitrice
| N° | Naz.                  | Ruolo | Sportivo              |  | Alt. |  |
| -- | --------------------- | ----- | --------------------- |  | ---- |  |
| 4  | Jugoslavia (bandiera) | P     | Dragoljub Vidačić     |  | 189  |  |
| 5  | Jugoslavia (bandiera) | GA    | Goran Karadžić        |  | 200  |  |
| 6  | Jugoslavia (bandiera) | P     | Saša Obradović        |  | 197  |  |
| 7  | Jugoslavia (bandiera) | AG    | Mileta Lisica         |  | 205  |  |
| 8  | Jugoslavia (bandiera) |       | Ivica Mavrenski       |  |      |  |
| 9  | Jugoslavia (bandiera) | C     | Aleksandar Gilić      |  | 210  |  |
| 10 | Jugoslavia (bandiera) |       | Rade Milutinović      |  |      |  |
| 11 | Jugoslavia (bandiera) |       | Slobodan Kaličanin    |  |      |  |
| 12 | Jugoslavia (bandiera) | A     | Aleksandar Trifunović |  |      |  |
| 13 | Jugoslavia (bandiera) |       | Aleksandar Zečević    |  |      |  |
| 14 | Jugoslavia (bandiera) | C     | Dejan Tomašević       |  | 208  |  |
| 15 | Jugoslavia (bandiera) |       | Nikola Jovanović      |  |      |  |
|    | Jugoslavia (bandiera) | All.  | Vladislav Lučić       |  |      |  |